# Cordino
Il cordino è uno spezzone di corda di diametro ridotto (comunemente compreso tra 4 e 9 mm) che, in arrampicata e alpinismo, è utilizzato per specifiche operazioni. Più comunemente, con il termine "cordino" in arrampicata e alpinismo si intende definire un anello chiuso di cordino.
Per la costruzione di un cordino possono essere utilizzati materiali come il nylon, il dyneema o il kevlar.  Il carico che esso può sopportare, soprattutto nel caso del nylon, varia generalmente in funzione del diametro. Solitamente, i cordini sono venduti al metro.

## Utilizzo
I cordini vengono usati in arrampicata e alpinismo con svariate funzioni: la costruzione di soste, l'allungamento dei punti di ancoraggio, manovre di autosoccorso della cordata e manovre di sicurezza (nodi autobloccanti, quali Prusik e machard).
Nella comune pratica arrampicatoria o alpinistica, gli spezzoni di corda sono quasi sempre utilizzati "chiusi" ad anello, ossia con i due capi tra loro annodati, utilizzando il nodo doppio inglese. Particolare attenzione deve essere prestata alla corretta esecuzione del nodo di giunzione, che costituisce la sezione più debole in tenuta per qualsiasi cordino. I capi che escono dal nodo, per questioni di sicurezza, dovrebbero essere lunghi almeno 10 volte il diametro del cordino (per esempio, in un cordino di diametro 8 mm, i "baffi" che fuoriescono dal nodo dovrebbero essere lunghi circa 8 cm).

## Trasporto
Durante l'arrampicata o l'attraversamento di un ghiacciaio i cordini vengono solitamente tenuti a tracolla come gli zaini monospalla, facendo passare un braccio all'interno del cordino, tenendo l'altro invece libero.
Quando non si è in parete i cordini sono utili anche per il semplice trasporto di materiale, quali moschettoni, permettendo così un loro raggruppamento e una più bassa probabilità di perdere il materiale trasportato.

## Omologazione
I cordini, per essere omologati all'utilizzo arrampicatorio e alpinistico, devono sopportare un carico minimo di rottura F maggiore del prodotto del diametro d (in mm) del cordino al quadrato moltiplicato per un fattore f = 20 daN ossia F > d²·f
Nel caso dei cordini in nylon f vale 20 daN/mm².